# Złudne niebo
Złudne niebo (jap. 天国大魔境 Tengoku daimakyō) – manga autorstwa Masakazu Ishiguro, publikowana na łamach magazynu „Gekkan Afternoon” wydawnictwa Kōdansha od stycznia 2018. Na jej podstawie studio Production I.G wyprodukowało serial anime, który emitowano od kwietnia do czerwca 2023.
W Polsce prawa do dystrybucji mangi nabyło wydawnictwo Waneko.

## Fabuła
W świecie zewnętrznym minęło 15 lat od bezprecedensowej katastrofy, która całkowicie zniszczyła współczesną cywilizację. W placówce odizolowanej od świata zewnętrznego żyje grupa dzieci. Pewnego dnia jedno z nich, dziewczynka o imieniu Tokio, otrzymuje wiadomość o treści: „Czy chcesz wyjść na zewnątrz?”. Mimihime, inna dziewczyna, mieszkająca w tym samym obiekcie, mówi później zdenerwowanej Tokio, że z zewnątrz przyjdą dwie osoby, aby ją uratować, a jedna z nich ma mieć taką samą twarz jak ona. Następnie Tokio dowiaduje się od dyrektorki, że świat zewnętrzny to piekło zamieszkałe przez potwory. Tymczasem chłopak o imieniu Maru, który wygląda tak samo jak Tokio, podróżuje przez zniszczoną Japonię wraz z dziewczyną o imieniu Kiruko, w poszukiwaniu miejsca zwanego niebem.

## Bohaterowie
- Maru (jap. マル)

Seiyū: Gen Satō 
- Kiruko (jap. キルコ)

Seiyū: Sayaka Senbongi 
- Tokio (jap. トキオ)

Seiyū: Hibiku Yamamura 
- Kona (jap. コナ)

Seiyū: Toshiyuki Toyonaga 
- Mimihime (jap. ミミヒメ)

Seiyū: Misato Fukuen 
- Shiro (jap. シロ)

Seiyū: Shunsuke Takeuchi 
- Kuku (jap. クク)

Seiyū: Tomoyo Kurosawa 
- Anzu (jap. アンズ)

Seiyū: Misato Matsuoka 
- Taka (jap. タカ)

Seiyū: Yūki Shin 
- Robin Inazaki (jap. 稲崎 露敏 Inazaki Robin)

Seiyū: Kazuya Nakai 
- Enchō (jap. 園長)

Seiyū: Masako Isobe 
- Sawatari (jap. 猿渡)

Seiyū: Tadashi Mutō 
- Aoshima (jap. 青島)

Seiyū: Atsumi Tanezaki 

## Manga
Pierwszy rozdział mangi został opublikowany 25 stycznia 2018 w magazynie „Gekkan Afternoon”. Następnie wydawnictwo Kōdansha rozpoczęło zbieranie rozdziałów do wydań w formacie tankōbon, których pierwszy tom ukazał się 23 lipca 2018. Tego samego dnia został wydany film promocyjny pierwszego tomu, wyreżyserowany przez Tasuku Watanabe. Według stanu na 22 października 2024, do tej pory wydano 11 tomów.
29 listopada 2023 wydanie mangi w Polsce zapowiedziało wydawnictwo Waneko, premiera odbyła się zaś 8 marca 2024.
| Nr | Język japoński       | Język japoński         | Język polski     | Język polski           |
| Nr | Data wydania         | ISBN                   | Data wydania     | ISBN                   |
| --- | -------------------- | ---------------------- | ---------------- | ---------------------- |
| 1 | 23 lipca 2018        | ISBN 978-4-06-511976-1 | 8 marca 2024     | ISBN 978-83-8242-695-3 |
| Lista rozdziałów - 01. Tokio (jap. トキオ) - 02. Maru (jap. マル) - 03. Kiruko (jap. キルコ) - 04. „Hiruko”, cz. 1 (jap. „ヒルコ” ① Hiruko 1) - 05. „Hiruko”, cz. 2 (jap. „ヒルコ” ② Hiruko 2) - 06. Taka (jap. タカ) - 07. Pomidorowe niebo (jap. トマト天国 Tomato tengoku)                                                                 |                      |                        |                  |                        |
| 2 | 22 marca 2019        | ISBN 978-4-06-514744-3 | 9 maja 2024      | ISBN 978-83-8242-696-0 |
| Lista rozdziałów - 08. Kiriko Takehaya (jap. 竹早桐子 Takehaya Kiriko) - 09. Haruki Takehaya (jap. 竹早春希 Takehaya Haruki) - 10. Kuku, cz. 1 (jap. クク① Kuku 1) - 11. Kuku, cz. 2 (jap. クク ② Kuku 2) - 12. Miina (jap. ミーナ Mīna) - 13. Tarao, cz. 1 (jap. タラオ① Tarao 1)                                                            |                      |                        |                  |                        |
| 3 | 23 października 2019 | ISBN 978-4-06-517266-7 | 9 lipca 2024     | ISBN 978-83-8242-697-7 |
| Lista rozdziałów - 14. Tarao, cz. 2 (jap. タラオ② Tarao 2) - 15. Tarao, cz. 3 (jap. タラオ③ Tarao 3) - 16. Woda bezpieczna w 100% (jap. 100％安全水 Hyaku pāsento anzen sui) - 17. Totori (jap. トトリ) - 18. Nieśmiertelny zakon, cz. 1 (jap. 不滅教団① Fumetsu kyōdan 1) - 19. Nieśmiertelny zakon, cz. 2 (jap. 不滅教団② Fumetsu kyōdan 2) |                      |                        |                  |                        |
| 4 | 22 maja 2020         | ISBN 978-4-06-519470-6 | 11 września 2024 | ISBN 978-83-8242-698-4 |
| Lista rozdziałów - 20. Fumetsu kyōdan 3 (jap. 不滅教団③) - 21. Fumetsu kyōdan 4 (jap. 不滅教団④) - 22. Fumetsu kyōdan 5 (jap. 不滅教団⑤) - 23. Asura (jap. アスラ) - 24. A-mk3 - 25. Kabe no machi 1 (jap. 壁の町①) |                      |                        |                  |                        |
| 5 | 23 grudnia 2020      | ISBN 978-4-06-521725-2 | 8 listopada 2024 | ISBN 978-83-8242-699-1 |
| Lista rozdziałów - 26. Kabe no machi 2 (jap. 壁の町②) - 27. Kabe no machi 3 (jap. 壁の町③) - 28. Kabe no machi 4 (jap. 壁の町④) - 29. Kabe no machi 5 (jap. 壁の町⑤) - 30. Enchō (jap. 園長) - 31. Ōma (jap. オーマ) |                      |                        |                  |                        |
| 6 | 21 lipca 2021        | ISBN 978-4-06-524049-6 | 9 stycznia 2025  | ISBN 978-83-8242-700-4 |
| Lista rozdziałów - 32. Inazaki Robin 1 (jap. 稲崎露敏①) - 33. Inazaki Robin 2 (jap. 稲崎露敏②) - 34. Inazaki Robin 3 (jap. 稲崎露敏③) - 35. Takahara Gakuen 1 (jap. 高原学園①) - 36. Takahara Gakuen 2 (jap. 高原学園②) - 37. Takahara Gakuen 3 (jap. 高原学園③)                                                                              |                      |                        |                  |                        |
| 7 | 23 marca 2022        | ISBN 978-4-06-527299-2 | 10 marca 2025    | ISBN 978-83-8242-701-1 |
| Lista rozdziałów - 38. Jigoku no yume 1 (jap. 地獄の夢①) - 39. Jigoku no yume 2 (jap. 地獄の夢②) - 40. Jigoku no yume 3 (jap. 地獄の夢③) - 41. Omukae no hi (jap. お迎えの日) - 42. Mikura 1 (jap. ミクラ①) - 43. Mikura 2 (jap. ミクラ②) |                      |                        |                  |                        |
| 8 | 22 listopada 2022    | ISBN 978-4-06-529589-2 | 9 maja 2025      | ISBN 978-83-8242-702-8 |
| Lista rozdziałów - 44. Chi no kodoku 1 (jap. 地の孤独①) - 45. Chi no kodoku 2 (jap. 地の孤独②) - 46. Sawatari Teruhiko (jap. 猿渡照彦) - 47. Kaminaka Shino (jap. 上仲詩乃) - 48. Fukkōshō (jap. 復興省) - 49. Michika 1 (jap. ミチカ①) |                      |                        |                  |                        |
| 9 | 22 czerwca 2023      | ISBN 978-4-06-531944-4 | 9 lipca 2025     | ISBN 978-83-8242-703-5 |
| Lista rozdziałów - 50. Michika 2 (jap. ミチカ②) - 51. Michika 3 (jap. ミチカ③) - 52. Michika 4 (jap. ミチカ④) - 53. Sakota Teruhiko (jap. 迫田照彦) - 54. Anjurasu 1 (jap. アンジュラス①) - 55. Anjurasu 2 (jap. アンジュラス②) |                      |                        |                  |                        |
| 10 | 22 lutego 2024       | ISBN 978-4-06-534205-3 | —                |                        |
| Lista rozdziałów - 56. Aoshima Yūko (jap. 青島裕子) - 57. „Hito-kui” (jap. „人食い”) - 58. Inazaki Marin (jap. 稲崎真凛) - 59. Ame no nuboko (jap. あめのぬぼこ) - 60. Mangamichi ① (jap. まんが道①) - 61. Mangamichi ② (jap. まんが道②) |                      |                        |                  |                        |
| 11 | 22 października 2024 | ISBN 978-4-06-537054-4 | —                |                        |
| Lista rozdziałów - 61. Funayama Tōru 1 (jap. 船山 通①) - 62. Funayama Tōru 2 (jap. 船山 通②) - 63. Funayama Tōru 3 (jap. 船山 通③) - 64. Mikura Manaka 1 (jap. 三倉まなか①) - 65. Mikura Manaka 2 (jap. 三倉まなか②) - 66. Mikura Manaka 3 (jap. 三倉まなか③)                                                                                 |                      |                        |                  |                        |

## Anime
Telewizyjny serial anime produkcji studia Production I.G został zapowiedziany 18 października 2022. Seria została wyreżyserowana przez Hirotakę Moriego, scenariusz napisał Makoto Fukami, projektami postaci zajęła się Utsushita z Minakata Laboratory, a muzyka została skomponowana przez Kensuke Ushio. Anime było emitowane od 1 kwietnia do 24 czerwca 2023 w Tokyo MX i innych stacjach. Motywem otwierającym jest „Innocent Arrogance” w wykonaniu Bish, końcowym zaś „Daremo karemo dokomo nanimo shiranai” (jap. 誰も彼も何処も何も知らない) autorstwa Asobi. Prawa do dystrybucji serii nabyło Disney Platform Distribution, transmitując ją na całym świecie w Disney+ oraz w Stanach Zjednoczonych w Hulu.

### Lista odcinków
| №  | Tytuł                                                                                  | Reżyseria                                                     | Scenariusz     | Premiera         |
| -- | -------------------------------------------------------------------------------------- | ------------------------------------------------------------- | -------------- | ---------------- |
| 1  | Niebo i piekło Tengoku to jigoku (天国と地獄)                                          | Hirotaka Mori                                                 | Makoto Fukami  | 1 kwietnia 2023  |
| 2  | Dwa wyznania Futari no kokuhaku (二人の告白)                                           | Kai Shibata                                                   | Makoto Fukami  | 8 kwietnia 2023  |
| 3  | Kiriko i Haruki Kiriko to Haruki (桐子と春希)                                          | Kazuya Nomura                                                 | Asako Kuboyama | 15 kwietnia 2023 |
| 4  | Kuku (クク)                                                                            | Takashi Ōtsuka                                                | Makoto Fukami  | 22 kwietnia 2023 |
| 5  | Dzień przeznaczenia Omukae no hi (お迎えの日)                                          | Kōji Komurakata                                               | Ikumi Nomura   | 29 kwietnia 2023 |
| 6  | Bezpieczna woda Hyaku pāsento anzen mizu (100%安全水)                                  | Atsuto Masuda, Shūji Saitō, Shōta Hamada                      | Asako Kuboyama | 6 maja 2023      |
| 7  | Zakon Nieśmiertelnych Fumetsu kyōdan (不滅教団)                                        | Masamitsu Abe                                                 | Ikumi Nomura   | 13 maja 2023     |
| 8  | Ich wybory Sorezore no sentaku (それぞれの選択)                                        | Ryō Nakano                                                    | Asako Kuboyama | 20 maja 2023     |
| 9  | Dzieci z ośrodka Gakuen no kodomo-tachi (学園の子供たち)                               | Kazuya Nomura                                                 | Makoto Fukami  | 27 maja 2023     |
| 10 | Miasto za Murami Kabe no machi (壁の町)                                                | Kai Ikarashi                                                  | Asako Kuboyama | 3 czerwca 2023   |
| 11 | Czas próby Tesuto o hajimemasu (テストを始めます)                                      | Yūjirō Moriyama                                               | Ikumi Nomura   | 10 czerwca 2023  |
| 12 | Poza to, co jest na zewnątrz Soto no soto (外の外)                                     | Jun Shinohara                                                 | Makoto Fukami  | 17 czerwca 2023  |
| 13 | Kontynuacja i początek podróży Tabi no tsuzuki tabi no hajimari (旅の続き・旅の始まり) | Kai Shibata, Kōji Komurakata, Tetsuya Takeuchi, Hirotaka Mori | Hirotaka Mori  | 24 czerwca 2023  |

## Odbiór
W grudniu 2018 roku manga liczyła w obiegu ponad 130 000 egzemplarzy.
W poradniku Kono manga ga sugoi! (edycja 2019 roku) seria została uznana za najlepszą w kategorii dla męskich czytelników. Złudne niebo było jednym z dzieł polecanych przez jury podczas 24. i 25. edycji Japan Media Arts Festival odpowiednio w 2021 i 2022 roku. W 2023 roku manga otrzymała francuską nagrodę Daruma Award w kategorii najlepszy scenariusz podczas gali Japan Expo Awards.
W recenzji pierwszego tomu mangi, Caitlin Moore z Anime News Network pochwaliła narrację za skupienie się na interesującej relacji Kiruko i Maru, a także projekty postaci Ishiguro. Ponadto, uznała, że chociaż tom odkrywa tajemnice Kiruko, wciąż jest zbyt wiele tajemnic, które fabuła odkryje w przyszłości. Francuska witryna Manga News uznała to założenie za urzekające ze względu na tajemnice, jakie ukazuje. W 2019 roku magazyn Brutus umieścił Złudne niebo na liście najbardziej niebezpiecznych mang, składających się z najbardziej stymulujących i zmuszających do myślenia wątków.
Autor Sagi winlandzkiej, Makoto Yukimura, wyraził zainteresowanie tematyką mangi ze względu na ideę nieba, a także sposób, w jaki Ishiguro opowiada jednocześnie dwie historie, które łączą się w miarę kontynuowania narracji.